# Ainattijoki
Ainattijoki är ett vattendrag i nordöstra Kiruna kommun i norra Lappland. Ainattijoki är ungefär 40 kilometer lång och är högerbiflöde till Könkämäälven. Ainattijoki rinner upp i Harrijärvi (464 m ö.h.), cirka 30 km väster om Karesuando, och strömmar först österut, sedan åt nordost. Nästan hela ådalen är obefolkat skogs- och myrlandskap, men nära mynningen i Könkämäälven passerar Ainattijoki byn Maunu och Sveriges nordligaste landsväg. Där delar sig också Ainattijoki i två grenar, en äldre och en konstgjord, och bildar alltså tillsammans med Könkämäälven en ö strax invid myren Mannavuoma. Den totala fallhöjden är drygt 100 meter, i genomsnitt cirka 2,5 m/km.